# Henri-François Riesener
Henri-François Riesener (Parigi, 19 ottobre 1767 – Parigi, 7 febbraio 1828) è stato un pittore francese.

## Biografia
Henri-François Riesener era figlio dell'ebanista d'origine tedesca Jean-Henri Riesener (1734-1806) e di Françoise-Marguerite Vandercruse (sorella di Roger Vandercruse), vedova a sua volta dell'ebanista Jean-François Oeben. Henri-François era inoltre padre del pittore romantico Léon Riesener (1808-1878).
Henri-François Riesener forma la sua tecnica nella miniatura presso Antoine Vestier, prima di raggiungere gli atelier di François-André Vincent e Jacques-Louis David.
La sua prima mostra di ritratti al Salon risale al 1793, quando si arruolò nell'esercito e interruppe la sua carriera artistica per cinque anni.
Al ritorno dall'esercito, iniziò una carriera come ritrattista e miniaturista. Sotto l'influenza di David, divenne uno dei ritrattisti più richiesti dalle personalità di spicco dell'Impero, e realizzò persino un ritratto a figura intera dell'Imperatrice Giuseppina nel 1806 (conservato a Malmaison) e di suo figlio Eugenio. Si dice anche che abbia realizzato cinquanta copie del suo ritratto originale di Napoleone, disegnato durante il pranzo. Per il ritratto di sua moglie e di sua cognata (Portrait en pied d'une dame et de sa sœur, Orléans, Museo des Beaux-arts), il pittore ricevette la medaglia d'oro coniata in effigie dell'Imperatore nel 1814.
Con la caduta dell'Impero e la scarsità di commissioni, lasciò la moglie e il figlio a Parigi e partì per la Russia nel 1815. Rimase per sette anni, visitando Mosca (1816-1823), San Pietroburgo e Varsavia. Nella capitale polacca beneficia della protezione del granduca Konstantin Pavlovič per il quale realizza il ritratto della sua amante Joséphine Friedrichs (1808-1857), esposto all'Ermitage di San Pietroburgo. Ritrasse molte celebrità dell'aristocrazia e, con Jacques François Joseph Swebach-Desfontaines, realizzò un ritratto equestre dello Zar Alessandro.

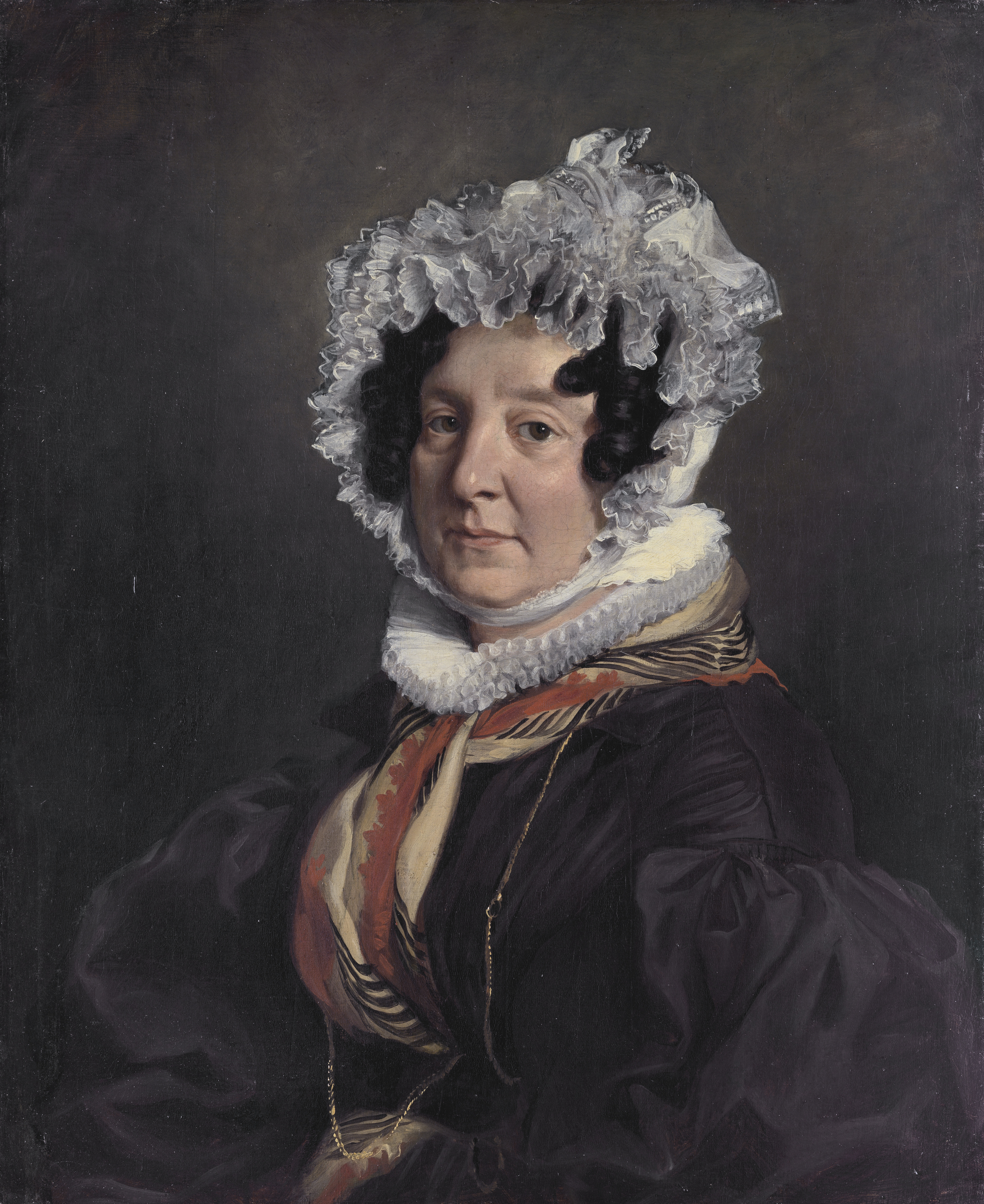
Madame Henri-François Riesener
(Félicité Longrois, 1786–1847)
Eugène Delacroix, 1835
Metropolitan Museum, New York

Al suo ritorno in Francia alla fine del 1822, Henri-François Riesener impartì al figlio Léon le prime lezioni di disegno e lo introdusse nello studio del Barone Gros, prima di indirizzare il nipote, Eugène Delacroix, nello studio di Pierre-Narcisse Guérin. Acquistò una casa di campagna a Frépillon (Val d'Oise) e donò al villaggio il suo unico dipinto religioso conosciuto, una rappresentazione di San Nicola e i tre bambini.
Ha anche immortalato gli artisti dell'Opéra-Comique e ha dipinto un ritratto del bronzista André-Antoine Ravrio, suo cugino, che ora si trova al Louvre.
Henri-François Riesener morì per un'infezione a Parigi nel 1828.

## Opere nelle collezioni pubbliche
- Ritratto del pittore Maurice Quays (1797-1799), Museo del Louvre, Parigi
- Ritratto del colonnello barone Charles Claude Jacquinot in tenuta di cacciatore a cavallo della guarda imperiale, Museo dell'armata, Parigi
- Ritratto di André-Antoine Ravrio, bronzista dell'imperatore Napoleone (1812), Museo del Louvre, Parigi
- Autoritratto dell'artista, Museo del Louvre, Parigi
- Ritratto di Anne-Louise Félicité Longroy e di sua sorella Adélaïde Longroy (1808), Museo delle belle arti, Orléans
- Ritratto de Bazinet, maître d'hôtel de la reine Hortense, Museo national des châteaux de Malmaison et de Bois-Préau, Rueil-Malmaison
- Ritratto in piedi dell'imperatrice Giuseppina, Museo nazionale dei castelli di Malmaison e di Bois-Préau, Rueil-Malmaison
- Ritratto di Joséphine Friedrichs (1813), Museo de l'Ermitage, San Pietroburgo
- Ritratto di Peotr Lachinov (1816-1821), Museo dell'Ermitage, San Pietroburgo
- Ritratto di S. P. Apraksina (1818), Museo dell'Ermitage, San Pietroburgo
- Ritratto della principessa Dolgoroukaya, Museo Pushkin, Mosca
- Ritratto di dama (1818), Hood Museum of Art, New Hampshire
- Ritratto di Louise-Rosalie Dugazon, cantante dell'Opéra-Comique, Museo Carnavalet, Parigi
- Ritratto presunto di Mademoiselle George (v.1823 / 1828), olio su tela, 81.2 x 64.5 cm, Museo delle belle arti di Digione, Digione
- Studio di giovane ragazzo seduto, olio su tela, 80 x 63 cm, lascito di Albert Pomme de Mirimonde alla RMN, destinato al Museo de Gray, Gray, Museo Baron-Martin
- Ritratto del colonnello Hubert de la Huberdière (1812 circa), Museo delle belle arti di Bernay
- Arpista e cantante o Ritratto delle Mesdemoiselles de Lihu : Madame Bonnet canta e Madame Jean-Baptiste Labadye[1] suona l'arpa, Museo della Musica, Parigi.

## Opere nelle collezioni private
- Ritratto di Madame de SEPTEUIL[2] (1815), Fondazione Alexandre Vassiliev